# Dom Hemingway
Pour plus de détails, voir Fiche technique et Distribution.
Dom Hemingway est une comédie policière britannique réalisée par Richard Shepard, sortie en 2013.

## Synopsis
Ayant  refusé de dénoncer un "parrain" russe et purgé une peine de prison de douze ans, notamment pour avoir gardé le silence, Dom Hemingway, perceur de coffre-fort réputé, compte bien récupérer son dû auprès de celui qu'il a couvert.

## Fiche technique
| Les acteurs principaux Jude Law, Demián Bichir et Emilia Clarke à la première du film au Toronto International Film Festival 2013. |  | Les acteurs principaux Jude Law, Demián Bichir et Emilia Clarke à la première du film au Toronto International Film Festival 2013. |  | Les acteurs principaux Jude Law, Demián Bichir et Emilia Clarke à la première du film au Toronto International Film Festival 2013. |
| Les acteurs principaux Jude Law, Demián Bichir et Emilia Clarke à la première du film au Toronto International Film Festival 2013. |  | |  | |

- Titre : Dom Hemingway
- Réalisation : Richard Shepard
- Scénario : Richard Shepard
- Photographie : Giles Nuttgens (en)
- Montage : Dana Congdon
- Musique : Rolfe Kent
- Producteur : Jeremy Thomas
  - Coproducteur : John Bernard et Alainée Kent
  - Producteur délégué : Ivan Dunleavy, Zygi Kamasa (en), Steve Norri et Peter Watson
  - Producteur associé : Richard Mansell
- Production :  Recorded Picture Company (RPC), BBC Films, Isle of Man Films et Pinewood Studios
- Distribution : 20th Century Fox et Fox Searchlight Pictures
- Pays d'origine :  Royaume-Uni
- Genre : Comédie policière
- Durée : 94 minutes
- Box-office  Mondial : 1 039 746 dollars [1]
- Dates de sortie :
  -  Royaume-Uni : 15 novembre 2013
  -  Australie : 20 mars 2014
  -  États-Unis : 2 avril 2014
  -  France : 4 juin 2014

## Distribution
- Jude Law (VFB : Michelangelo Marchese) : Dom Hemingway
- Richard E. Grant (VFB : Philippe Résimont) : Dickie
- Demián Bichir (VFB : Erwin Grünspan) : M. Fontaine
- Emilia Clarke (VFB : Audrey d'Hulstère): Evelyn
- Kerry Condon (VFB : Marcha Van Boven) : Melody
- Nathan Stewart-Jarrett (VFB : Boris Agondanou) : Hugh
- Madalina Ghenea : Paolina
- Jumayn Hunter (VFB : Claudio Dos Santos) : Lestor
- Richard Graham : le gardien de prison
- Hayley-Marie Coppin : la fille qui joue au ping pong

Version française
- Société de doublage : Dubbing Brothers Belgique
- Direction artistique : Marie-Line Landerwyn
- Adaptation des dialogues : Didier Drouin
- Mixage : Nicolas Pointet

Source et légende : Version française (VF) sur carton du doublage français